# Guillaume Tusseau
Guillaume Tusseau, né le 1er juin 1976 à Colombes, est un constitutionnaliste et politologue français.

## Biographie
Après des études supérieures à l'Institut d'études politiques de Toulouse et à l'université Paris X, il soutient une thèse sous la direction de Michel Troper et passe l'agrégation de droit public en 2006 dont il sort major. Il enseigne alors à l'université de Rouen, avant d'être élu professeur des universités en 2009 à l'Institut d'études politiques de Paris,,,.
Il obtient en 2020-2021 le prix du livre juridique pour son ouvrage Contentieux constitutionnel comparé. Une introduction critique au droit processuel constitutionnel,
Il répond souvent aux sollicitations des médias à propos de l'activité internationale institutionnelle.
Il fait partie de l'une des « commissions d'admission des requêtes compétente à l'égard des magistrats du siège ».

## Œuvres
- Jeremy Bentham et le droit constitutionnel, 2001
- Droit constitutionnel et institutions politiques, avec Olivier Duhamel, Seuil, 2013
- The Legal Philosophy and Influence of Jeremy Bentham, Routledge, 2014
- Contentieux constitutionnel comparé. Une introduction critique au droit processuel constitutionnel, Lextenso, 2021
- Comparative executive power in Europe, avec Marcel Morabito, Routledge, 2023